# Epígono
Epígono (do grego epígon - Epi + gon; nascido depois) refere-se àquele pensador, cientista, artista, etc., que foi discípulo, numa geração anterior, de um grande mestre. Antônimo de prógono, mestre pensador, cientista ou artista considerado precursor de uma doutrina ou movimento filosófico, científico, artístico, religioso etc.
Foram chamados Epígonos aqueles sete jovens de Argos que fazem parte da lenda mitológica "os Sete contra Tebas" que conquistaram esta cidade grega depois dos seus sete pais a terem perdido dez anos antes.

## Epígonos (mitologia)
Os filhos dos soldados derrotados no episódio dos Sete Contra Tebas, decididos a vingar a morte dos seus pais, receberam o oráculo de Apolo de que deviam atacar Tebas, e escolheram Alcmeão, filho de Anfiarau, como seu líder.
Alcmeão consultou o oráculo sobre a campanha, e também sobre a punição à sua mãe Erifila, porque ela havia aceitado um suborno dos tebanos para prejudicar seu marido, Anfiarau, e seu filho.
Alcmeão juntou um exército de argivos e das cidades vizinhas e atacou Tebas. Os tebanos foram derrotados e, consultando o vidente Tirésias, receberam o conselho de fugir da cidade para salvar suas vidas.
Os Epígonos, então, tomaram e saquearam Tebas. Manto, filha de Tirésias, foi capturada e enviada ao templo de Delfos, onde ela passou a dar os oráculos, pois ela tinha o dom da profecia comparável ao seu pai, sendo conhecida pelo nome de Sibila.
Após a captura de Tebas, os epígonos voltaram às suas terras, levando o produto da pilhagem.